# Coleophora seminalis
Coleophora seminalis é uma espécie de mariposa do gênero Coleophora pertencente à família Coleophoridae.